# داریو دی ویتا
داریو دی ویتا (انگلیسی: Dario de Vita؛ زادهٔ ۱۲ فوریهٔ ۲۰۰۰) بازیکن فوتبال اهل آلمان است.